# Atracció entre branques llargues
L'efecte de les branques llargues és un error artefactual que es produeix en les anàlisis de filogènia molecular quan grups que han evolucionat de presa són erròniament col·locats com a grups estretament emparentats, en comptes de mostrar les seves relacions filogenètiques reals.
Això és molt comú quan l'evolució d'un gen no ha seguit un model de rellotge molecular i es tendeix a registrar quan es mesura amb el mètode de màxima parsimònia. Aquest mètode, com d'altres que es regeixen per un sistema de puntuació, no és capaç de diferenciar un gran canvi sobtat d'una divergència evolutiva ancestral.
Així, per exemple, els microsporidis han simplificat extremament el seu ARNr fent que les seves seqüències esdevinguin molt divergents comparades amb les dels seus parents propers. Això provoca que en els arbres filogenètics realitzats amb aquest gen apareguin com un grup eucariota molt primitiu mentre que d'altres anàlisis els mostren com un grup derivat dels fongs. Això fa que la interpretació de les dades s'hagi de realitzar amb precaució.
Un exemple molt conegut d'aquest error és el que va fer que Woese suggerís el seu sistema de tres dominis en què els eucariotes és un dels clades més antics de la natura juntament amb altres dos clades bacterians, cosa que se sap que no pot ser tant degut a les anàlisis morfològiques com paleontològiques, però que degut als grans canvis que va experimentar evolutivament aquest grup apareix així invariablement amb les anàlisis moleculars de la majoria de gens.
Aquest error es troba sobretot si només es fa servir una molècula per a les anàlisis (per exemple amb els arbres filogenètics amb només ARNr). Es pot provar de rectificar o bé comparant molts gens alhora comprovant així la robustesa de l'arbre o acompanyant les anàlisis genètiques amb anàlisis morfològiques.